# Rejon leniński (Nowosybirsk)
Rejon leniński w Nowosybirsku (ros. Ле́нинский райо́н) – jeden z rejonów rosyjskiego miasta Nowosybirsk. Nazwany na cześć Włodzimierza Lenina. Zamieszkały przez największą liczbę ludności w mieście. 

## Charakterystyka
Położony na lewym brzegu rzeki Ob, o łącznej powierzchni 70,3 km kwadratowych, według danych na 2010 r. zamieszkuje go 283 757 osób, podczas gdy kilka lat wcześniej ich liczba wynosiła 271 600, co stanowiło prawie 20% całej populacji miasta. Dzielnica została utworzona 9 grudnia 1970 roku decyzją władz miasta. Jej początki sięgają jednak lat trzydziestych XX wieku gdy rozwijała się zabudowa miejska w tym rejonie. Wcześniej na tym obszarze znajdowała się osada Kriwoszczekowo, która była jedną z najstarszych osad na terenie dawnego Nowosybirska. Później ta część miasta znana była jako Kirowska, a od 1970 nosi obecną nazwę. Ogółem w dzielnicy znajduje się około 250 ulic i innych arterii, o łącznej długości 250 kilometrów. W architekturze dominuje budownictwo z czasów Nikity Chruszczowa, dużą część stanowią także tereny zielone. Długość i szerokość rejonu jest taka sama i wynosi 8 kilometrów. Dwa mosty związane z ruchem samochodowym i most metra łączą dzielnicę z centrum miasta po drugiej stronie Obu. Sercem Rejonu Leninowskiego jest Nowosybirski Techniczny Uniwersytet Państwowy, którego zabudowania dominują w dzielnicy. Sprawia to, że jest ona często wybierana jako miejsce zamieszkania dla studentów, także ceny są tu niższe niż w centralnie położonych rejonów Nowosybirska.
W dzielnicy działa 250 różnych przedsiębiorstw, a także kilka wielkich zakładów przemysłowych uruchomionych w czasach sowieckich. W rejonie leninowskim funkcjonuje m.in. 27 instytucji kulturalnych, w tym dzielnicowy pałac kultury, dwa kina i dwanaście bibliotek. Według danych z 2012 roku rejon leniński jest dzielnicą Nowosybirska, gdzie zdarza się najwięcej wypadków samochodowych w mieście.

## Transport
Dzielnica znajduje się w strukturze nowosybirskich sieci tramwajowej oraz autobusowej. Na obszarze Leninowskiego Rejonu znajdują się także dwie stacje Nowosybirskiego Metra, należące do linii Leninskajej:
- Studenczeskaja
- Plac Marksa